# MLS Goalkeeper of the Year
MLS Goalkeeper of the Year - nagroda w amerykańskiej lidze piłki nożnej - Major League Soccer. Przyznawana jest od 1996 roku najlepszemu bramkarzowi ligi.

## Lista zwycięzców
| Sezon | Zwycięzca        | Klub                 |
| ----- | ---------------- | -------------------- |
| 2020  | Andre Blake      | Philadelphia Union   |
| 2019  | Vito Mannone     | Minnesota United FC  |
| 2018  | Zack Steffen     | Columbus Crew        |
| 2017  | Tim Melia        | Sporting Kansas City |
| 2016  | Andre Blake      | Philadelphia Union   |
| 2015  | Luis Robles      | New York Red Bulls   |
| 2014  | Bill Hamid       | D.C. United          |
| 2013  | Donovan Ricketts | Portland Timbers     |
| 2012  | Jimmy Nielsen    | Sporting Kansas City |
| 2011  | Kasey Keller     | Seattle Sounders FC  |
| 2010  | Donovan Ricketts | Los Angeles Galaxy   |
| 2009  | Zach Thornton    | Chivas USA           |
| 2008  | Jon Busch        | Chicago Fire         |
| 2007  | Brad Guzan       | Chivas USA           |
| 2006  | Troy Perkins     | D.C. United          |
| 2005  | Pat Onstad       | San Jose Earthquakes |
| 2004  | Joe Cannon       | Colorado Rapids      |
| 2003  | Pat Onstad       | San Jose Earthquakes |
| 2002  | Joe Cannon       | San Jose Earthquakes |
| 2001  | Tim Howard       | MetroStars           |
| 2000  | Tony Meola       | Kansas City Wizards  |
| 1999  | Kevin Hartman    | Los Angeles Galaxy   |
| 1998  | Zach Thornton    | Chicago Fire         |
| 1997  | Brad Friedel     | Columbus Crew        |
| 1996  | Mark Dodd        | Dallas Burn          |

## Najwięcej zwycięstw
- Zach Thornton, Joe Cannon, Pat Onstad, Donovan Ricketts, Andre Blake: 2x
- Mark Dodd, Brad Friedel, Kevin Hartman, Tony Meola, Tim Howard, Troy Perkins, Brad Guzan, Jon Busch, Kasey Keller, Jimmy Nielsen, Bill Hamid, Luis Robles, Tim Melia, Zack Steffen, Vito Mannone : 1x

## Najwięcej zwycięstw według drużyn
- San Jose Earthquakes: 3x
- Chicago Fire, Chivas USA, Los Angeles Galaxy: 2x
- Dallas Burn, Columbus Crew, Colorado Rapids, D.C. United, MetroStars, Kansas City Wizards: 1x